# Felipe Calderon (advocaat)

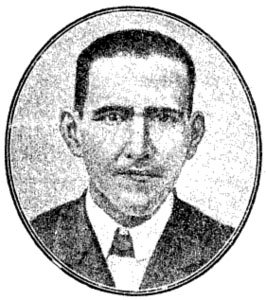
Felipe Calderon

Felipe G. Calderon (Santa Cruz de Malabon, 4 april 1868 - Manilla, 8 juli 1908) was een Filipijns advocaat en nationalist. Samen met Apolinario Mabini stelde hij de eerste Filipijnse Grondwet op, die gebruikt werd tijdens Filipijnse revolutie door de revolutionaire regering onder leiding van Emilio Aguinaldo.

## Biografie
Felipe Calderon werd geboren in Santa Cruz de Malabon, het tegenwoordige Tanza in de Filipijnse provincie Tanza. Hij was het tweede kind van Spaanse ouders en studeerde na het voltooien van een Bachelor of Arts-diploma aan het Ateneo de Manila rechten aan de University of Santo Tomas. Na het voltooien van zijn rechtenstudie in 1893 was hij werkzaam als advocaat voor het advocatenkantoor van Cayetano Arellano. Daarnaast schreef hij in diverse publicaties nationalistische getinte artikelen.
Na de uitbraak van de Filipijnse revolutie steunde hij de Filipijnse revolutionaire beweging en werd hij door Emilio Aguinaldo gevraagd om te helpen bij de stichting van de Eerste Filipijnse Republiek. Samen met Apolinario Mabini stelde hij een concept grondwet op, die uiteindelijk na verwerking van enkele grote amendementen op 20 januari 1899 werd aangenomen door het Malolos Congres, het parlement van de revolutionaire staat. Deze grondwet werd hierdoor bekend als de Malolos Grondwet. Een van de opvallende passages, was die over de vrijheid van religie
Na de revolutie richtte Calderon nog het Liceo de Manila op en schreef hij een boek over de revolutie. In 1908 publiceerde hij een encyclopedie over de laatste periode van het Spaanse koloniale bewind.
Calderon overleed in datzelfde jaar op 40-jarige leeftijd.